# Siri Nordby
Siri Kristine Nordby, född den 4 augusti 1978, är en norsk fotbollsspelare (back) som representerade Røa Dynamite Girls i norska Toppserien.
Nordbys moderklubb är Øvrevoll ballklubb, som hon lämnade för Røa 1996. Hon spelade ursprungligen som forward, men blev under karriären bättre och bättre i backpositionen, och hade under många år ett berömt samspel med Marit Fiane Christensen.
Hon var kapten i Røa, och spelade i EM, VM och OS.